# 簡雪忻
簡雪忻（英語：Joyce Kan，1990年—），香港共享經濟初創企業創辦人。

## 簡歷
早年生活
簡雪忻生於香港，中學於瑪利諾修院學校畢業後，2009年-2012年期間往英國倫敦大學皇家霍洛威学院（Royal Holloway, University of London）攻讀經濟學。
創業
2013年底與英國留學時認識的同學楊永康(Chris Yeung)一同創立共享經濟汽車平台「Carshare.hk」，讓車主將閒置私家車出租，保險公司根據電子數據記錄儀（Electronic tachograph），透過駕駛紀錄數據、過去核保及理賠紀錄來釐定保費的依據，並鼓勵駕駛者租借共享純電動車，以減低碳排放及節約能源。

## 公職及專業服務
- 灼見名家專欄作家[5]

## 外部連結
- 簡雪忻的領英專頁
- About Carshare.hk - WHub （页面存档备份，存于）
- carshare.hk （页面存档备份，存于）